# Mühlanger (Zahna-Elster)
Mühlanger ist eine Ortschaft der Stadt Zahna-Elster im Landkreis Wittenberg in Sachsen-Anhalt.

## Geografie
Mühlanger liegt an der Elbe, etwa fünf Kilometer östlich der Kreisstadt Lutherstadt Wittenberg. Zur Ortschaft gehören die Ortsteile Mühlanger und Gallin.

## Geschichte

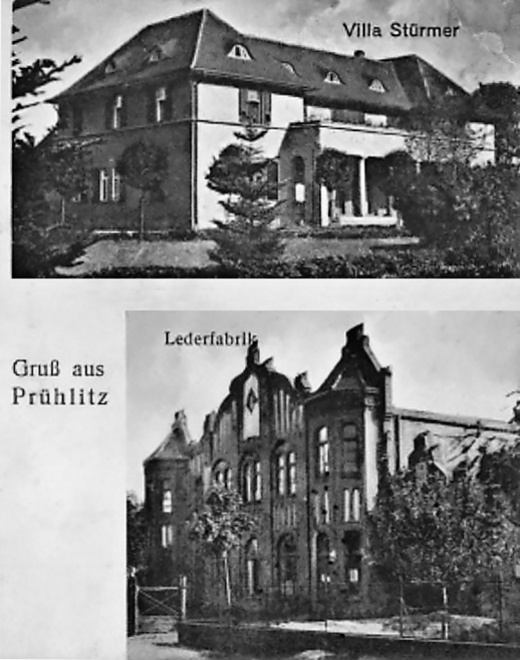
Prühlitz in den 1920er Jahren

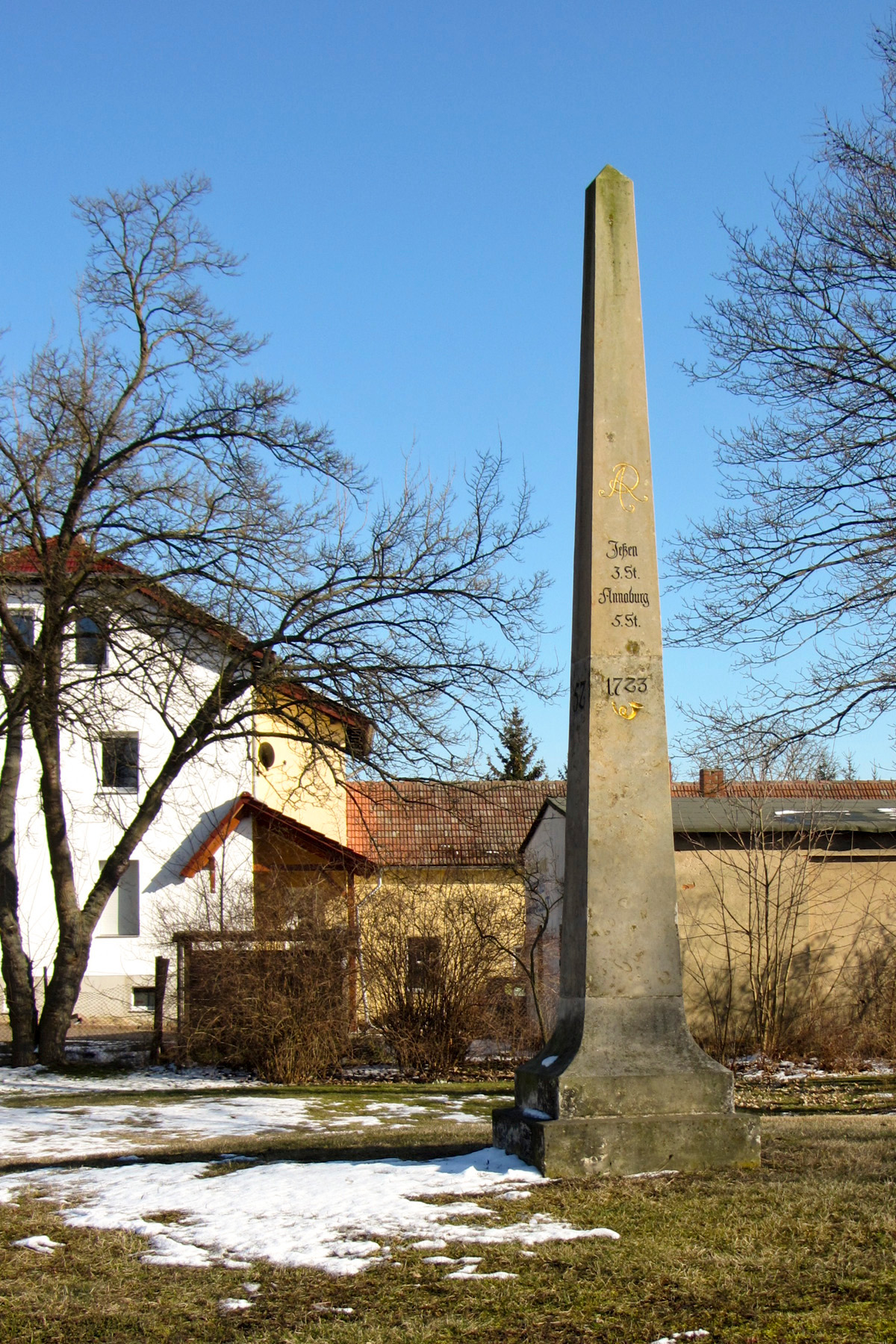
Postmeilensäule

Die erste urkundliche Erwähnung von Hohndorf stammt aus dem Jahre 1304. Die Gemeinde Mühlanger wurde 1939 durch Zusammenschluss von Hohndorf und Prühlitz gegründet. 1974 wurde Gallin nach Mühlanger eingemeindet.
Am 1. Januar 2011 wurde Mühlanger zusammen mit den Gemeinden der aufgelösten Verwaltungsgemeinschaft Elbaue-Fläming ein Teil der neugebildeten Stadt Zahna-Elster.
Da der Termin für eine Bürgeranhörung am 29. November 2009 zur Eingemeindung von Mühlanger nicht wie gesetzlich vorgeschrieben mindestens zwei Monate vorher durch einen Aushang in den Schaukästen der Gemeinde bekanntgemacht worden war, hob das Landesverfassungsgericht Sachsen-Anhalt die Eingemeindung am 29. Mai 2013 wieder auf. Die Verwaltung der Gemeinde Mühlanger erfolgte seitdem auf Grundlage einer Zweckvereinbarung durch die Stadt Zahna-Elster, bis die Ortschaft am 1. Januar 2014 endgültig nach Zahna-Elster eingemeindet wurde.

## Politik

### Ortsbürgermeister
Ortsbürgermeisterin ist Julia Eichler (Stand: 2024).

### Wappen
Das Wappen wurde am 4. November 2008 durch den Landkreis genehmigt.
Blasonierung: „In Blau auf mit blauem Wellenbalken belegten goldenen Schildfuß eine silberne Windmühle, begleitet von zwei zur Mitte hin fliegenden silbernen Schwalben.“
Im Jahr 2008 erhielt der Magdeburger Kommunalheraldiker Jörg Mantzsch den Auftrag, ein rechtsgültiges Wappen für Mühlanger zu erarbeiten und ins Genehmigungsverfahren zu bringen, damit die Gemeinde dieses Wappen als Zeichen ihrer Identität auch nach der anstehenden Verwaltungsreform (Einheitsgemeinde) führen kann. Vorgaben waren ein „redendes Wappen“ zu schaffen, das auch Bezug auf die nahe liegende Elbe nimmt. Zugleich galt es ein Wappenbild zu entwickeln, das einmalig und unverwechselbar ist. Aus diesem Grund wurden dem Wappen, da es Mühlen sehr oft in der Heraldik gibt, zwei Schwalben beigefügt.
Schwalben sind eine vielfach auf einem Anger (= grasbewachsenes Land bzw. Dorfplatz in Gemeinbesitz) anzutreffende und Insekten jagende Vogelart. Mythologisch und im Volksglauben gilt die Schwalbe als Glücksbringer. Die Elbe drückt sich durch den Wellenbalken aus, der auf dem Schildfuß liegt.
Als Hauptfarben wurden Silber (Weiß) für die Mühle und Blau für den Wellenbalken gewählt. Der Schildfuß ist golden (Gelb) tingiert und erinnert an die Landwirtschaft, die mit Getreidefeldern um den Ort herum einst die wichtigste Wirtschaftsgrundlage war.

### Flagge
Die Flagge ist blau-weiß-blau gestreift und mittig mit dem Wappen belegt.

## Sehenswürdigkeiten und Kultur
Im Ortsbereich Hohndorf steht eine 1980 renovierte kursächsische Postmeilensäule.
Auf dem Ortsfriedhof befindet sich die Grabstätte eines namentlich bekannten Niederländers, der während des Zweiten Weltkrieges nach Deutschland verschleppt und Opfer von Zwangsarbeit wurde.
Mitte Juni findet jährlich das Park- und Heimatfest statt, am 3. Oktober das alljährliche Volleyballturnier des Bürgermeisters. Zu Ostern und im Herbst wird traditionell das Oster- bzw. Herbstfeuer entzündet. Veranstalter ist der Förderverein der Freiwilligen Feuerwehren Mühlanger und Gallin.

## Verkehr

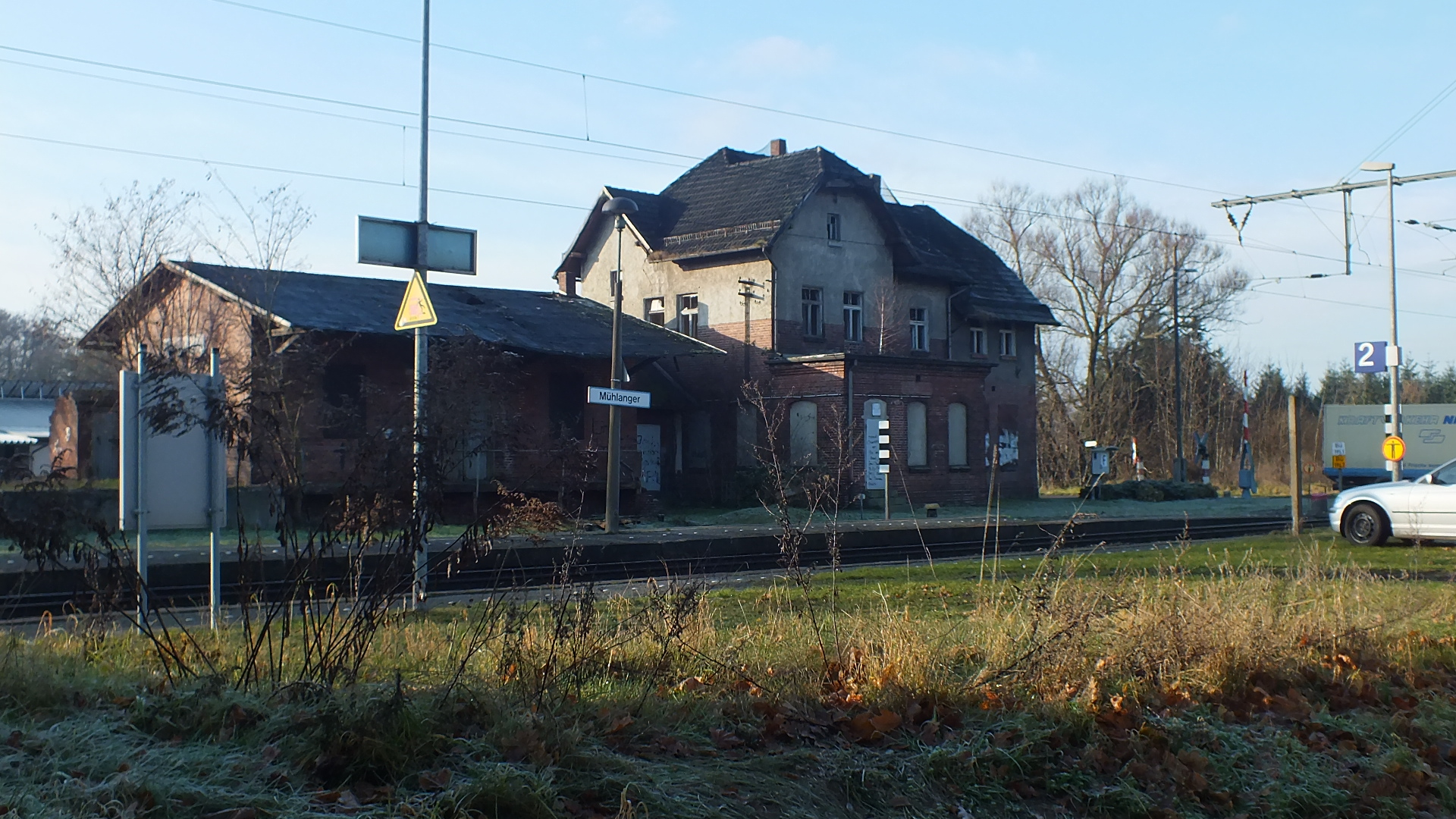
Bahnhof Mühlanger

Die Bundesstraße 187, die Jessen und Lutherstadt Wittenberg verbindet, führt direkt durch Mühlanger.
Der Haltepunkt Mühlanger liegt an der Bahnstrecke Lutherstadt Wittenberg–Falkenberg/Elster  und wird von der Linie RB 51 der DB Regio angefahren. Das um 1904 errichtete Bahnhofsgebäude steht unter Denkmalschutz.
Der internationale Radweg R2 Elberadweg verläuft durch Mühlanger.